# 拉巴尔特布莱
拉巴尔特布莱（法語：Labarthe-Bleys）是法国奥克西塔尼大区 塔恩省的一个市镇，位于该省北部偏西，属于阿尔比区。该市镇2009年时的人口 为75人。

## 人口
拉巴尔特布莱人口变化图示
| 数据来源：INSEE |